# 藍鬍子

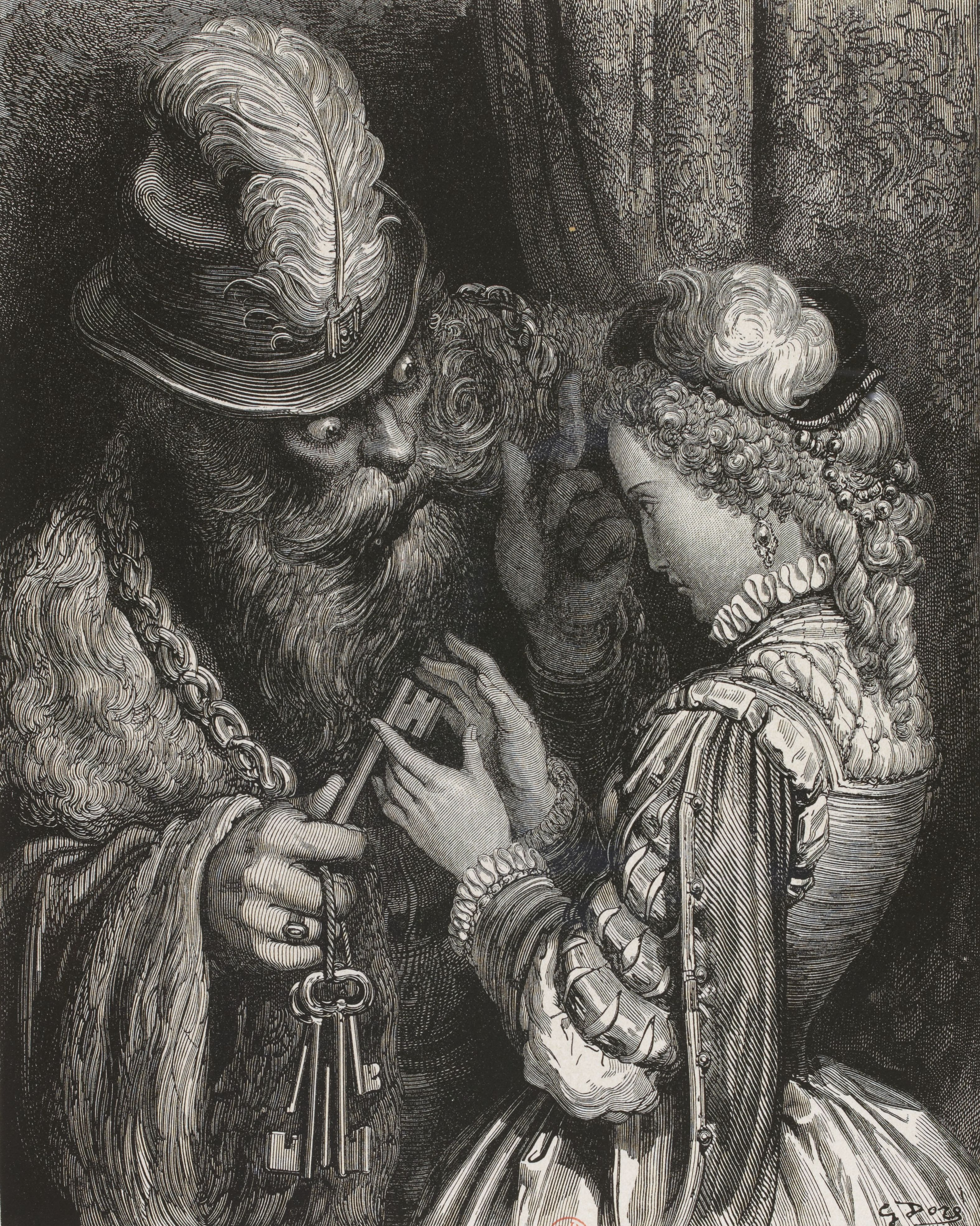
藍鬍子故事書裡的插圖
（古斯塔夫·多雷）

《藍鬍子》（法語：La Barbe bleue）是由法國詩人夏尔·佩羅（Charles Perrault）所創作的童話，同時也是故事主角的名字。曾經收錄在《格林童話》的第一版裡，但是第二版之後被刪除。

## 故事梗概
蓝胡子是个有钱的贵族，样貌奇特，时人异之。他有著藍色的鬍子，所以大家叫他藍鬍子。他娶过几个妻子，可都謠傳下落不明。周围的人都害怕，不敢把女儿嫁给他。一天他向一貧窮家的两个女儿求婚，两名少女都吓坏了，不敢答应。但他最终成功说服較美麗的小女儿和他一起回到自己的城堡參加舞会，一直希望嫁給有錢人、過上富裕生活的小女儿還是同意嫁给他，過上了夢寐已久的日子。
不久，蓝胡子跟新婚妻子交代說要出遠門，便把城堡所有的钥匙交给了她－其中一把特製鑰匙顯得格外貴重，並告诉她可以随意打开任何房间，但城堡下面最隱密的、配置特製鑰匙的房间绝对不可打开。新婚妻子发誓自己绝不会那样做，蓝胡子就离开了。藍鬍子離開後，少女就開啟了每扇門，欣喜地穿戴上了房間裡更多的華麗衣飾，最後還是有种强烈的慾望與好奇心促使她去打开那个祕密房间，她来访的姊姊怎麼劝告也无法阻止她。房间打开后她才发现可怕的祕密：房间裡面吊掛著藍鬍子前幾任妻子的屍體，血流满地。她嚇了一跳，那把鑰匙掉到地上沾到了鮮血，怎麼樣都洗不掉，甚至染紅了身穿的衣裙。
她吓坏了，趕緊找到姊姊商量著要逃走，没想到蓝胡子提前回来了，儘管少女已連忙換上一身潔白的服裝，裝作乖巧且無事發生，他還是要求她將特製鑰匙放在他手中的白手帕上，然而一放上钥匙，血迹就蔓延開來。藍鬍子知道妻子查看了那个房间－就如同他的前妻們背叛自己一樣，立刻就要杀她。她求他给一点时间祷告，蓝胡子同意了。小女儿和她姊姊把自己锁在高塔上祷告，正當蓝胡子要破门而入之时，她的两个兄弟正好赶来，杀死了蓝胡子。由於蓝胡子没有别的亲人，所有的遗产都归小女儿继承。她把部分财产分给家人，自己找了一位真正的绅士结婚，过上了幸福生活；亦有版本是，她最終成為女版的藍鬍子。

## 人物原型
一般認為此故事主人翁藍鬍子的創作藍本為聖女貞德的忠實戰友吉爾·德·萊斯，但也有人從故事中主人翁殺了妻子的行為認為是英王亨利八世。

## 衍生作品
- 巴托克的歌劇『藍鬍子公爵的城堡』
- 由貴香織里《路德維希革命》
- 赤川次郎三姊妹偵探團系列《與藍鬍子殉情》
- Sound Horizon物語音樂《青き伯爵の城》（收錄於專輯《Märchen （页面存档备份，存于）》）
- Fate/Zero中的caster
- 不能開的房間2018.8.10上映電影
- 魔界王子 devils and realist《ジル・ド・レイ/Gilles de Rais》
- 2020年韓劇《雖然是精神病但沒關係》第6集 引用藍鬍子的故事
- 香港音樂組合per se以此故事為藍本的歌曲《無門》。
- 韓國女子音樂組合LE SSERAFIM的歌曲《夏娃，普赛克和蓝胡子夫人》